# Caraá
Caraá é um município brasileiro do estado do Rio Grande do Sul, onde se encontra a nascente do rio dos Sinos. Originou-se de Santo Antônio da Patrulha, sendo emancipado e decretado criado em 28 de dezembro de 1995, através da Lei Estadual nº 10.641. O Município foi instalado no dia 1 de janeiro de 1997.

## História
Os primeiros habitantes de Caraá foram os indígenas que deram o nome à localidade, devido à farta existência de um produto que servia de matéria prima para seus artesanatos, esse produto, era uma planta, que denominava caraá, uma taquara fina utilizada para ornamentação.

Bem mais tarde chegaram os luso-açorianos, iniciando um povoamento esparso, principalmente nas trilhas de tropeiros que desciam a serra em busca das terras baixas do litoral, para se dirigirem a São Paulo.
Sua colonização mais intensa começou com a chegada dos imigrantes (principalmente italianos) e com os incentivos do Governo Federal, transformando-se o lugar na chamada Vila Nova em 1888.

## Geografia
O centro da cidade localiza-se a uma latitude 29º47'24" sul e a uma longitude 50º26'06" oeste, estando a uma altitude de 38 metros.

O município de Caraá tem uma extensão de 292,5 km² de área, fica situado na Região Litoral Norte do Estado do Rio Grande do Sul, entre a serra, a metrópole e o mar; limitando-se ao norte, com o Município de Maquiné; ao sul, Santo Antônio da Patrulha; a leste, com Osório; e a oeste, com Riozinho.
Segundo o censo realizando em 2022, a população total da cidade é de 7.394 habitantes, com uma densidade demográfica de 25,1 hab/km². A taxa de alfabetismo de pessoas entre 6 e 14 anos (2022) é de 96,2%. A expectativa de vida ao nascer (2000) é de 74,05 anos. O coeficiente de mortalidade infantil (2010) é de 17,86 por mil nascidos vivos.

Outros dados:

PIBpm (2009): R$ mil 43.464

PIB per capita (2022): R$ 19.660,45

IDHM (2010): 0.652

## Hidrografia
95% da área do município faz parte da Bacia do Rio dos Sinos, onde também se encontra a nascente, em meio a Mata Atlântica, formando a Cascata da Nascente do Rio dos Sinos. Outro rio importante é o Rio Caraá, que corta o centro da cidade e deságua no Sinos. Ambos fazem parte da bacia do Guaíba.

## Economia
Município eminentemente agrícola tem como produção primária a cana-de-açúcar, típica da região, e a consequente fabricação artesanal do açúcar mascavo e da cachaça. Os produtos hortigranjeiros, especialmente o repolho, a beterraba, o tomate, entre outros, as lavouras de médio porte de feijão, milho, fumo, arroz, aipim, batata-doce e as pequenas lavouras de subsistência como convém a uma região tipicamente de minifúndio, somados ao bom parque de produção de suínos e gado bovino, completam a base econômica do Município. A indústria do município é voltada para o setor calçadista com indústrias de pequeno e médio porte.

## População
A composição étnica da população caraaense é formada por uma mescla de várias etnias, como guaranis e descendentes de alemães, portugueses, poloneses, italianos e africanos. De acordo com o Censo 2022, a população caraaense é de 7.394 habitantes, sendo 93% branca, 4,8% parda, 1,8% preta e 0,4% indígena, sendo estes 51,3% de homens e 48,7% de mulheres.

## Geologia
As rochas da região são de idade Juro-Cretácea, divididas basicamente em dois tipos: rochas sedimentares (arenitos) formadas em ambiente desértico pela ação do vento; e rochas ígneas, formadas por atividade vulcânica.

As rochas mais antigas são os arenitos da formação Botucatu, encontrados na entrada da cidade, junto à divisa com Santo Antônio da Patrulha. Apresentam uma coloração rosada, composta por grãos de areia, com estratificação cruzada acanalada, formadas principalmente pelo transporte de grãos de areia de deserto pelo vento durante o período Jurássico.

Acima dos arenitos ocorrem rochas de origem vulcânica do Cretáceo, que cobrem quase totalmente a área do município, compostos por basaltos de textura granular fina a médio (fácies gramado), de caráter básico. Os basaltos podem ocorrem intercalados com os arenitos na base do pacote.

No extremo norte do município ocorre uma pequena faixa de rochas vulcânicas cuja composição geoquímica varia de intermediária a ácida, classificadas como riolitos e riodacitos, com textura microgranular a vitrófira, que se estendem aos municípios vizinhos. Estas rochas, mais resistentes à erosão, são responsáveis pela manutenção do relevo mais elevado e íngreme, chegando aos 850 metros de altitude, ocasionando em grandes paredões de rocha e quedas d’água, como por exemplo, na nascente do Rio dos Sinos, que chega aos 123 metros de queda livre.

Nas margens dos rios se observam depósitos colúvio-aluviais, formados pela ação dos rios. Estes depósitos são mais expressivos nas partes mais baixas, onde a área de várzea é mais extensa.

O município apresenta um relevo acidentado, formado pela erosão e escarpamento do planalto meridional, com alguns vales, especialmente nas margens do Rio dos Sinos e Rio Caraá (principais rios), com encostas muito íngremes ao norte, junto à nascente do Rio dos Sinos. Toda a área do Município está inclusa na Bacia do Rio Jacuí.

## Vegetação
O município faz parte do bioma Mata Atlântica, onde a cobertura florestal original do município estima-se que seria em torno de 70% da área total. Atualmente, estima-se em torno de 14%, correspondente a uma área de aproximadamente 4.313ha. Considera-se como cobertura florestal, a floresta nativa secundária (constituída inicialmente de espécies pioneiras como vassoura e posteriormente, com o aparecimento de espécies nobres) e a floresta nativa primária (localizada nos topos dos morros e encostas declivosas).

Existe um Decreto Municipal que mapeia 9.000ha de preservação ambiental na Nascente do Rio dos Sinos, que se estende até a localidade de Sertão do Rio dos Sinos e a divisa com o Município de Riozinho.

O município é agraciado com a nascente do Rio dos Sinos, com fortes quedas d`água, rodeada de mata ciliar. Existem também, várias cascatas no decorrer do território caraense, assim como rios, propícios para banho e exploração sustentável.

## Futebol
O principal evento esportivo da cidade de Caraá é o Campeonato Municipal de Futebol, organizado pela prefeitura municipal. Também ocorrem regularmente campeonatos de Futebol Sete e Futsal.

## Festas e datas
Romaria em Louvor a N. S. das Lágrimas, realizada no último final de semana de fevereiro de todos os anos.

Festa Regional do Feijão e do Imigrante Italiano, realizada na comunidade do Fraga, no segundo fim de semana de março.

28 de fevereiro: dia de Nossa Senhora da Lágrimas, padroeira da cidade.

25 de Outubro: aniversário da cidade

Outubro: Festcana

## Hino
Nasceu o Rio dos Sinos que banhou o Vale; 

Brotou a mata verde que encobriu a Serra; 

O sol veio surgindo, clareando o dia; 

E a natureza se fez sinfonia 

Sob a regência de um sabiá; 

E Deus abençoou a tudo num sorriso, 

E entregou-nos este paraíso: 

Nossa terra – CARAÁ!

E do nativo mais primitivo 

Ao imigrante de terra distante, 

Com suor, com amor, com união, 

Construímos, num mutirão, 

Um novo tempo que virá, 

Nossa terra – Caraá!

O céu é um manto azul que nos protege e guarda; 

Os rios são mananciais que nos ofertam vida; 

O chão – ventre fecundo à espera de semente; 

Vai com fartura alimentar a gente, 

Pois nele tudo que se planta dá; 

Assim, um novo som da terra se levanta, 

É o nosso povo que trabalha e canta 

Nossa terra – CARAÁ!

E do nativo mais primitivo 

Ao imigrante de terra distante, 

Com suor, com amor, com união, 

Construímos, num mutirão, 

Um novo tempo que virá, 

Nossa terra – Caraá!